# 2006년 동계 올림픽 네팔 선수단
2006년 동계 올림픽 네팔 선수단은 이탈리아 토리노에서 개최된 2006년 동계 올림픽에 참가한 올림픽 네팔 선수단이다.

## 크로스컨트리
| 선수            | 세부 종목      | 결승    | 결승    | 결승 |
| 선수            | 세부 종목      | 시간    | 차이    | 순위 |
| 다치히리 셰르파 | 남자 15km 프리 | 56:47.1 | 12:45.8 | 94   |

## 참조
- Yahoo! Sports Turin 2006 - Nepal